# Markarfljót
La Markarfljót est un fleuve du Sud de l’Islande.

## Géographie
Les eaux de ce fleuve proviennent surtout des glaciers Mýrdalsjökull, notamment les sources du Mælifellssandur, et Eyjafjallajökull. Le fleuve est déjà assez important à ses débuts. Le fleuve est assez bien connu pour ses gorges Markarfljótsgljúfur, accessibles en quelques minutes depuis le refuge d'Ermstrur, et aussi parce qu’il traverse la région de la Þórsmörk constituée de moyennes montagnes et de vallées où se trouvent de nombreuses possibilités pour des randonnées (dont le célèbre trek de la Laugavegur). La Krossá est l'une des rivières se jetant dans la Markarfljót. Le Þverá est une diffluence qui se sépare du cours principal pour se jeter dans l'Ytri-Rangá.
Sa longueur est de cent kilomètres.
Le débit le plus élevé jamais mesurée sur ce fleuve fut de 2 100 m3/s lors du jökulhlaup de 1967[réf. nécessaire].

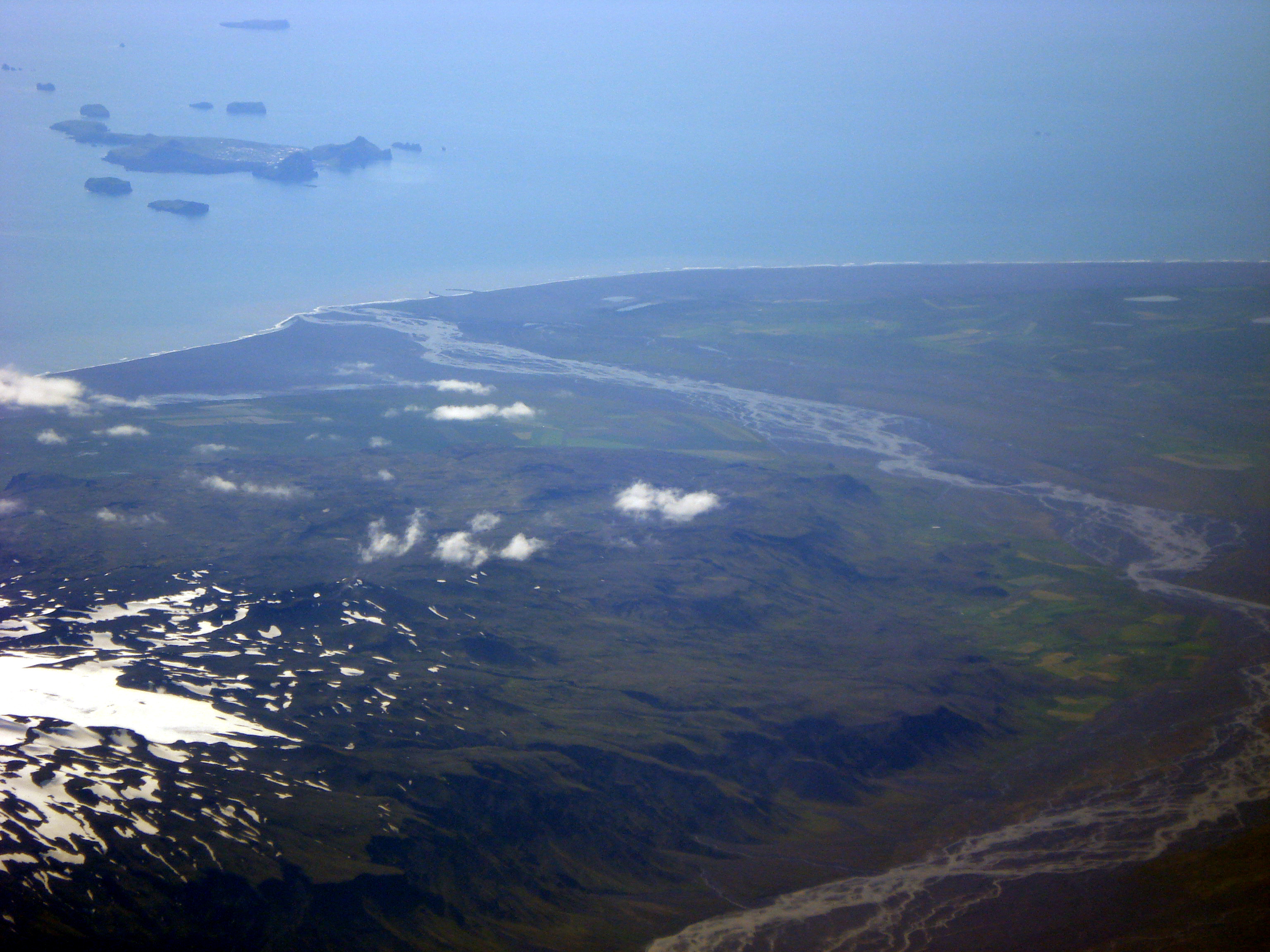
Vue aérienne de la Markarfljót contournant l'Eyjafjöll (à gauche) et se jetant dans l'océan Atlantique au niveau des îles Vestmann.